# 高木昌弘

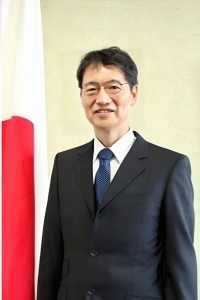
外務省より公表された公式肖像画像

高木 昌弘（たかぎ まさひろ、1959年（昭和34年）2月14日 - ）は、日本の外交官。クリチバ総領事を経て、2021年（令和3年）から2024年（令和6年）までドミニカ共和国駐箚特命全権大使。

## 経歴・人物
1981年（昭和56年）東京外国語大学外国語学部英米語学科を卒業し、外務省に入省する。本省で中南米局に勤務したのち、1982年（昭和57年）に在スペイン日本国大使館副理事官となる。同三等理事官を経て、1984年（昭和59年）在ウルグアイ日本国大使館三等書記官。1987年（昭和62年）から本省で中南米局、経済局で勤務し、1994年（平成6年）に在アルゼンチン日本国大使館二等書記官となる。1997年（平成9年）同一等書記官。同年在ペルー日本国大使館一等書記官。2000年（平成12年）中南米局中南米第二課課長補佐。2003年（平成15年）外務省大臣官房領事移住部邦人保護課邦人特別対策室首席事務官。2004年（平成16年）領事局海外邦人安全課邦人テロ対策室に異動。2005年（平成17年）大臣官房総務課監察査察室に異動。2007年（平成19年）在ホンジュラス日本国大使館一等書記官。2011年（平成23年）在パース日本国総領事館領事。2013年（平成25年）在ペルー日本国大使館一等書記官。2014年（平成26年）在ペルー日本国大使館参事官。2018年（平成30年）中南米局南米課地域調整官。2020年（令和2年）クリチバ総領事。2021年（令和3年）から駐ドミニカ共和国特命全権大使。

## 同期
- 兼原信克（14年国家安全保障局次長兼務・12年内閣官房副長官補）
- 泉裕泰（19年日本台湾交流協会台北事務所長・17年バングラデシュ大使）
- 上月豊久（15年ロシア大使）
- 岡村善文（19年OECD大使・17年人権人道担当大使）
- 山田彰（17年ブラジル大使・14年メキシコ大使）
- 上村司（21年日本国政府代表（中東和平担当特使）、17年サウジアラビア大使）
- 佐藤地（17年駐ハンガリー大使・15年ユネスコ大使）
- 側嶋秀展（19年ミクロネシア大使・16年ザンビア大使）
- 香川剛廣（18年国際貿易・経済担当大使・15年エジプト大使）
- 石兼公博（19年国連大使・17年カナダ大使）
- 高岡正人（19年クウェート大使・16年モンゴル大使・13年シドニー総領事・12年イラク大使）
- 冨田浩司（21年駐米大使・19年韓国大使・15年イスラエル大使）
- 川村裕（24年依願免職・20年ノルウェー大使・18年沖縄大使・14年コートジボワール兼トーゴ兼ニジェール大使）
- 川村泰久（19年カナダ大使）
- 嘉治美佐子（19年クロアチア大使・14-17年ジュネーヴ代表部大使）
- 宮島昭夫（20年ポーランド大使・17年トルコ大使）
- 重枝豊英（15年リトアニア大使）
- 石井哲也（17年トンガ大使）
- 岡田誠司（20年バチカン大使・17年南スーダン大使）
- 冨永純正（14年青年海外協力協会会長・11年コンゴ民主共和国大使）
- 奥克彦（イラク日本人外交官射殺事件犠牲者[3]、03年殉職のため大使の称号付与）
- 伊藤光子（15年世界の子どもにワクチンを日本委員会事務局長）
- 福嶌教輝（21年駐メキシコ大使・15年駐アルゼンチン大使）
- 福嶌香代子（19年ナッシュビル総領事）